# Abu al-Duhur
Abu al-Ḑuhūr (tiếng Ả Rập: أبو الظهور; Abu al-Ẓuhur, cũng đánh vần Abu al-Thuhur) là một thị trấn ở phía tây bắc Syria ở rìa sa mạc Syria, thuộc chính quyền của Tỉnh Idlib, nằm cách Aleppo khoảng 45 km về phía nam. Các địa phương gần đó bao gồm Tell Sultan và Tell Kalbah về phía tây bắc. Theo Cục Thống kê Trung ương Syria (CBS), Abu al-Duhur có dân số 10.694 người trong cuộc điều tra dân số năm 2004. Đây là trung tâm của một nahiyah ("cấp dưới") có 26 địa phương với dân số kết hợp là 38.869 trong năm 2004.
Abu al-Duhur là địa điểm của căn cứ không quân quân sự Abu al-Duhur. Trong cuộc nội chiến ở Syria, nó đã được chiến đấu trong Cuộc bao vây của căn cứ không quân Abu al-Duhur. Thành phố đã bị lực lượng đối lập bắt giữ vào năm 2012. Vào ngày 22 tháng 1 năm 2018, Quân đội Syria đã vào thị trấn, trước khi chiếm được hoàn toàn vào ngày 29.